# Trichothelium minutum
Trichothelium minutum är en lavart som först beskrevs av Lücking, och fick sitt nu gällande namn av Lücking. Trichothelium minutum ingår i släktet Trichothelium och familjen Porinaceae.   Inga underarter finns listade i Catalogue of Life.